# Vector (videohra)
Vector je plošinová videohra z roku 2012, kterou vyvinulo a vydalo kyperské studio Nekki pro Windows, Android a iOS. Cílem hry je vymanit se z koloběhu jako volný běžec.

## Děj
Vector se točí kolem siluety hlavního hrdiny, který žije v dystopickém světě ovládaném „systémem“ prostřednictvím zařízení na ovládání mysli implantovaného do mozků lidí. Když je hlavnímu hrdinovi implantát omylem vyřazen a fungující sítě ho nedokážou udržet v klidu, využije parkourových dovedností, aby unikl z města dříve, než ho chytí lovci vyslaní „Velkým bratrem“.

## Přijetí
Damien McFerran z Pocket Gamer ohodnotil verzi pro Android 8 hvězdičkami z 10 a napsal, že hratelnost hry Vector vynahrazuje její nedostatek inovací. V recenzi verze pro iOS napsal Slide to Play: „Vector je fantastická simulace volného běhu, kterou si můžete zamilovat.“ Pete Davison z Adweek blogu SocialTimes v recenzi verze pro Facebook označil hru za „působivou ve všech ohledech“, ale kritizoval nedostatek dobré sociální funkce. Leif Johnson recenzoval facebookovou verzi pro Gamezebo a ohodnotil ji 4 hvězdičkami z 5. Johnson popsal hratelnost jako občasnou opakovatelnost, ale dospěl k závěru, že hra je „zábavná záležitost a mnohem náročnější než běžná facebooková zábava“. Cameron Woolsey z webu GameSpot ohodnotil PC verzi 7 hvězdičkami z 10 a napsal, že hra je „rychlá jízda“, když otravuje svou opakovatelností.

## Pokračování
Hra se v roce 2016 dočkala pokračování s názvem Vector 2. Hlavní hrdina byl nakonec zajat bezpečnostními složkami a protivníci se rozhodli využít jeho schopností k testování nového vybavení ve výzkumném zařízení známém jako „The Complex“, kde se tajně provádějí klonovací experimenty.
Hratelnost je podobná jako v předchozí hře a vrací se několik triků, například „Swallow“, „Screwdriver“, „Dash Vault“, „Obstacle Jump“, „Rocket Vault“, „Ralflip Vault“, „Reverse Vault“ a mnoho dalších.

### Spin-offy
Po úspěchu hry Vector se vývojář Nekki rozhodl vytvořit další podobnou hru, ve které by hlavním hrdinou byla silueta. Tou se stala bojová hra s názvem Shadow Fight, která byla v roce 2011 vydána exkluzivně na Facebooku. Z tohoto duchovního nástupce hry Vector se nakonec stala trilogie, z níž vzešla dvě pokračování, která byla v letech 2014 a 2017 vydána pro systémy iOS a Android.